# 철원 주씨
철원 주씨(鐵原周氏)는 강원도 철원군을 본관으로 하는 한국의 성씨이다. 시조 주승광(周承光)은 측천무후에 대해 불만을 품고 두 아들과 신라에 귀화했다. 신라 효공왕은 이들을 극진히 맞이했으며 철원을 식읍으로 하사했다.

## 참고 자료
- “철원주씨(鐵原周氏)”. 뿌리를 찾아서.[깨진 링크(과거 내용 찾기)]